# 埃米·富勒
埃米·富勒（英語：Amy Fuller，1968年5月30日—2023年3月11日），美国女子赛艇运动员。她曾代表美国参加1992年、1996年和2000年夏季奥林匹克运动会赛艇比赛，其中1992年奥运会获得一枚银牌。